# Max von Wilmersdörffer
Max von Wilmersdörffer (* 8. April 1824 in Bayreuth als Maximilian Wilmersdörffer; † 26. Dezember 1903 in München) war ein deutsch-jüdischer Bankier und Münzsammler.

## Leben
Max Wilmersdörffer absolvierte seit 1841 eine kaufmännische Lehre in der Privatbank seines Onkels Joseph Nathan Oberndörffer in München, die er 1867 mit Abraham Merzbacher übernahm. Nach dem Ausscheiden von Merzbacher 1873 wurde Wilmersdörffer Alleininhaber der Bank, die dann sein Sohn Theodor Wilmersdörffer (1858–1936) übernahm.
1888 wurde er Ritter des Verdienstordens der Bayerischen Krone und in den persönlichen, nicht vererbbaren Adel erhoben (Max Ritter von Wilmersdörffer).
Weiterhin wirkte er als königlich-sächsischer Generalkonsul in München.
Früh begann er, sich mit Numismatik zu befassen und eine umfangreiche Sammlung aufzubauen. Nach dem Kauf berühmter internationaler Sammlungen, u. a. der Schultheß-Rechberg-, Leopold Welzl von Wellenheim-, Minus und  Preiss-, Du-Rosey- und Morbio-Sammlungen sowie anderer bekannter Privatsammlungen sowie aufgrund seiner Kenntnisse genoss er Weltruf. Er war 1881 Gründungsvorsitzender der Bayerischen Numismatischen Gesellschaft, 1887 wurde er ihr Ehrenmitglied.
Ein Schwerpunkt seiner Sammlung waren Medaillen aus der Renaissance. Die Versteigerungskataloge seiner Sammlung („von Wilmersdörffer’sche Münzen und Medaillensammlung“ in 5 Bänden) sind heute noch ein Standardwerk.
Er war mit seiner Cousine Karoline Oberndörffer verheiratet. Das Paar hatte zwei Kinder.